# غاريقون ملون
غاريقون ملون (الاسم العلمي: Agaricus discolor ) هو نوع الفطريات يتبع جنس الغاريقون من الفصيلة الغاريقونية.